# Comté des Îles-de-la-Madeleine
Pour les articles homonymes, voir Gaspé.
Le comté des Îles-de-la-Madeleine, connu à l'origine sous le nom de comté de Gaspé numéro deux était un comté municipal du Québec ayant existé entre 1885 et le début des années 1980. Il a été défini lors de sa création comme comprenant l'ensemble des îles de la Madeleine.
Le territoire qu'il couvrait est aujourd'hui compris dans la région administrative de Gaspésie–Îles-de-la-Madeleine, et correspondait à l'actuelle agglomération des Îles-de-la-Madeleine. Son chef-lieu était la municipalité de Havre-Aubert.

## Origine
Le comté des Îles-de-la-Madeleine, tout comme ceux de Gaspé-Ouest et de Gaspé-Est, a été créé comme une division du comté de Gaspé à cause des grandes distances qui séparaient les différentes localités de ce dernier. Il s'appelait à l'origine Gaspé no 2 et prit le nom de Îles-de-la-Madeleine à une date indéterminée.

## Municipalités situées dans le comté
- Bassin (détaché de Isles de la Magdeleine en 1875 sous le nom de Havre-Aubert; renommé Bassin en 1959; regroupé avec Havre-Aubert, anciennement appelé Havre-Aubert-Est, en 1971 pour former L'Île-du-Havre-Aubert[3].).
- Cap-aux-Meules (détaché de L'Étang-du-Nord en 1950; regroupé avec six autres municipalités pour former Les Îles-de-la-Madeleine en 2002[3]).
- Fatima (détaché de L'Étang-du-Nord en 1959; regroupé avec six autres municipalités pour former Les Îles-de-la-Madeleine en 2002[3]).
- Grande-Entrée (détaché de Grosse-Île en 1929; regroupé avec six autres municipalités pour former Les Îles-de-la-Madeleine en 2002[3]).
- Grosse-Île (détaché de Havre-aux-Maisons en 1892; regroupé avec six autres municipalités pour former Les Îles-de-la-Madeleine en 2002; détaché de Les Îles-de-la-Madeleine en 2006[3]).
- Havre-Aubert (a existé une première fois de 1875 à 1959: voir Bassin ci-haut; a existé une seconde fois de 1964 à 1971 quand Havre-Aubert-Est a été ainsi renommé; regroupé avec Bassin en 1971 pour former L'Île-du-Havre-Aubert[3]).
- Havre-Aubert-Est (détaché de Havre-Aubert en 1951; renommé Havre-Aubert en 1964: voir ci-haut).
- Havre-aux-Maisons (détaché de Isles de la Magdeleine en 1875; regroupé avec six autres municipalités pour former Les Îles-de-la-Madeleine en 2002[3]).
- Île d'Entrée (détaché de Havre-Aubert en 1965; annexé à L'Île-du-Havre-Aubert en 2000[3]).
- L'Étang-du-Nord (détaché de Isles de la Magdeleine en 1875; regroupé avec six autres municipalités pour former Les Îles-de-la-Madeleine en 2002[4]).
- L'Île-du-Havre-Aubert (créé en 1971 par le regroupement de Bassin et Havre-Aubert; regroupé avec six autres municipalités pour former Les Îles-de-la-Madeleine en 2002[3]).